# Ricardo González Tezanos
Ricardo González Tezanos (Torrelavega, 7 aprile 1975) è un ex cestista spagnolo, professionista nella Liga ACB.

## Carriera
Con la Spagna ha disputato i Giochi del Mediterraneo di Tunisi 2001.

## Palmarès
- Copa Príncipe de Asturias: 1

Cantabria: 1997